# Crowd management

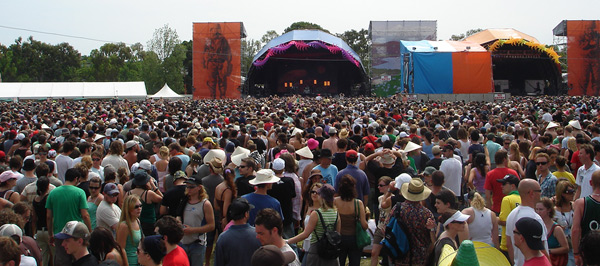
Mensenmassa

Crowd management is een onderdeel van de voorbereiding van een groot publieksevenement, dat zich erop richt mensenmassa's en mensenstromen in veilige banen te leiden. Een onderdeel van crowd management is crowd control, dat van toepassing is op de praktische uitvoering van het evenement en zich richt op het sturen van een mensenmassa. Crowd management kan ook wel worden gezien als het beheersen van een mensenmassa en crowd control als het sturen van een mensenmassa.
Crowd management omvat onder meer de planning van de bewegwijzering en het plannen van de hoeveelheid en plaats van voorzieningen zoals toiletten. Bij grote muziekevenementen wordt gekeken naar de volgorde en locatie van optredens op de verschillende podia. Wanneer bijvoorbeeld twee bekende artiesten tegelijk een optreden verzorgen op twee ver van elkaar verwijderde podia op een festivalterrein, verdeelt het publiek zich vanzelf over de beide podia en wordt te grote drukte op een plaats vermeden.
Crowd management richt zich met name op het voorkomen van overschrijding en crossflow, twee grote mensenstromen die tegelijk in tegengestelde richtingen willen bewegen zodat het gevaar bestaat op verdrukking.